# Rajamahendravaram
Rajamahendravaram (bis 2015 Rajahmundry, Telugu: రాజమండ్రి) ist eine ca. 400.000 Einwohner zählende Großstadt im indischen Bundesstaat Andhra Pradesh; sie ist die Hauptstadt des Distrikts East Godavari.

## Lage und Klima
Rajamahendravaram liegt auf dem Ostufer der Godavari ca. 90 km vor deren Mündung in den Golf von Bengalen in einer Höhe von ca. 26 m Vijayawada, die ehemalige Hauptstadt von Andhra Pradesh, liegt ca. 158 km (Fahrtstrecke) südwestlich. Das Klima ist tropisch warm; Regen fällt eigentlich nur während der sommerlichen Monsunzeit.

## Bevölkerung
Der anhaltende Anstieg der städtischen Bevölkerungszahlen beruht im Wesentlichen auf der Zuwanderung von Familien aus dem Umland.
| Jahr      | 1991    | 2001    | 2011    |
| Einwohner | 324.851 | 343.427 | 376.333 |

Die hauptsächlich Telugu sprechende Bevölkerung besteht zu etwa 92,5 % aus Hindus, zu knapp 4,5 % aus Moslems und zu gut 2,5 % aus Christen; der Rest entfällt auf Jains, Buddhisten und Sikhs. Der weibliche Bevölkerungsanteil ist um ca. 3 % höher als der männliche.

## Wirtschaft
Im Umland wird hauptsächlich Reis angebaut. In der Stadt haben sich Händler, Handwerker und zahlreiche kleinere bis mittlere Dienstleistungsunternehmen angesiedelt. Nach Mumbai hat sich Rajahmundry in der zweiten Hälfte des 20. Jahrhunderts zum zweitwichtigsten Handelsplatz für Textilien aller Art entwickelt. Auch die Verarbeitung von Edelmetallen und der Schmuckhandel spielen eine wichtige Rolle. Eine nicht unbedeutende Papierindustrie ist ebenfalls entstanden. Es gibt einen Bahnhof und einen Flughafen.

## Geschichte
Historische Belege zu Rajamahendravaram datieren zurück auf das Jahr 919 n. Chr. Die Stadt wurde im 11. Jahrhundert von König Rajaraja Narendra gegründet; sie war zeitweise die Hauptstadt der östlichen Chalukya-Dynastie. Im Jahr 1602 erbauten die Holländer hier eine Festung, die im Jahr 1857 von den Briten eingenommen und in ein Gefängnis umgewandelt wurde.

## Sehenswürdigkeiten
Die im 19. und 20. Jahrhundert schnell gewachsene Stadt hat kaum Sehenswürdigkeiten von historischer oder kultureller Bedeutung. Wichtigstes Bauwerk aus neuerer Zeit ist der ISKCON-Tempel der Hare-Krishna-Bewegung.